# Zakaria Naidji
Zakaria Naidji (in arabo زكريا نايدجي‎?; Bordj Bou Arreridj, 19 gennaio 1995) è un calciatore algerino, attaccante del MC Alger.

## Caratteristiche tecniche
È un centravanti.

## Carriera

### Club
Cresciuto nel settore giovanile del Paradou AC, ha esordito in prima squadra il 26 agosto 2017 disputando l'incontro del campionato algerino vinto 2-1 contro l'USM Alger.
Nell'agosto del 2019 è stato ceduto in prestito con diritto di riscatto al Gil Vicente, club della prima divisione portoghese, con cui realizza una rete in 20 presenze; in seguito è passato al Club Africain (club della prima divisione tunisina) e nuovamente in patria all'USM Alger, con cui nella seconda parte della stagione 2020-2021 ha messo a segno 4 reti in 14 presenze nella prima divisione algerina. Nell'estate del 2021 si trasferisce al Pau, club della seconda divisione francese.

### Nazionale
Il 22 marzo 2019 ha esordito con la nazionale algerina disputando l'incontro di qualificazione per la Coppa d'Africa 2019 pareggiato 1-1 contro il Gambia.

## Statistiche
Statistiche aggiornate al 18 agosto 2019.

### Presenze e reti nei club
| Stagione        | Squadra         | Campionato      | Campionato | Campionato | Coppe nazionali | Coppe nazionali | Coppe nazionali | Coppe continentali | Coppe continentali | Coppe continentali | Altre coppe | Altre coppe | Altre coppe | Totale | Totale | Totale |
| Stagione        | Squadra         | Comp            | Pres       | Reti       | Comp            | Pres            | Reti            | Comp               | Pres               | Reti               | Comp        | Pres        | Reti        | Pres   | Reti   |        |
| --------------- | --------------- | --------------- | ---------- | ---------- | --------------- | --------------- | --------------- | ------------------ | ------------------ | ------------------ | ----------- | ----------- | ----------- | ------ | ------ | ------ |
| 2017-2018       | Paradou AC      | D1              | 23         | 11         | CA              | 0               | 0               | -                  | -                  | -                  | -           | -           | -           | 23     | 11     |        |
| 2018-2019       | Paradou AC      | D1              | 30         | 20         | CA              | 2               | 0               | -                  | -                  | -                  | -           | -           | -           | 32     | 20     |        |
| Totale Paradou  | Totale Paradou  | Totale Paradou  | 53         | 31         |                 | 2               | 0               |                    | -                  | -                  |             | -           | -           | 55     | 31     |        |
| 2019-2020       | Gil Vicente     | PL              | 20         | 1          | CP+CdL          | 1+1             | 0               |                    | -                  | -                  |             | -           | -           | 22     | 1      |        |
| Totale carriera | Totale carriera | Totale carriera | 73         | 32         |                 | 4               | 0               |                    | -                  | -                  |             | -           | -           | 77     | 32     |        |

### Cronologia presenze e reti in nazionale
| Cronologia completa delle presenze e delle reti in nazionale ― Algeria | Cronologia completa delle presenze e delle reti in nazionale ― Algeria | Cronologia completa delle presenze e delle reti in nazionale ― Algeria | Cronologia completa delle presenze e delle reti in nazionale ― Algeria | Cronologia completa delle presenze e delle reti in nazionale ― Algeria | Cronologia completa delle presenze e delle reti in nazionale ― Algeria | Cronologia completa delle presenze e delle reti in nazionale ― Algeria | Cronologia completa delle presenze e delle reti in nazionale ― Algeria |
| Data                                                                   | Città                                                                  | In casa                                                                | Risultato                                                              | Ospiti                                                                 | Competizione                                                           | Reti                                                                   | Note                                                                   |
| ---------------------------------------------------------------------- | ---------------------------------------------------------------------- | ---------------------------------------------------------------------- | ---------------------------------------------------------------------- | ---------------------------------------------------------------------- | ---------------------------------------------------------------------- | ---------------------------------------------------------------------- | ---------------------------------------------------------------------- |
| 22-3-2019                                                              | Blida                                                                  | Algeria                                                                | 1 – 1                                                                  | Gambia                                                                 | Qual. Coppa d'Africa 2019                                              | -                                                                      | 64’                                                                    |
| Totale                                                                 |                                                                        | Presenze                                                               | 1                                                                      |                                                                        | Reti                                                                   | 0                                                                      |                                                                        |